# Tromodesia magnifica
Tromodesia magnifica är en tvåvingeart som beskrevs av Boris Borisovitsch Rohdendorf 1935. Tromodesia magnifica ingår i släktet Tromodesia och familjen gråsuggeflugor. Inga underarter finns listade i Catalogue of Life.